# Thẻ ghi nợ
Thẻ ghi nợ (tiếng Anh: debit card, còn gọi là bank card hoặc check card) là loại thẻ thanh toán bằng nhựa cung cấp cho chủ thẻ để thanh toán thay cho tiền mặt. Thẻ ghi nợ được sử dụng tương tự với thẻ tín dụng, nhưng khác ở chỗ khi dùng thẻ ghi nợ thì tiền được rút trực tiếp từ tài khoản ngân hàng của chủ thẻ khi thực hiện các thanh toán.
Thẻ ghi nợ có giá trị theo giá trị của tài khoản thanh toán gắn liền với nó. Muốn sử dụng thẻ ghi nợ, chủ thẻ phải nạp tiền vào tài khoản thanh toán.
Không phải tài khoản thanh toán nào cũng có thẻ ghi nợ đi kèm, nếu như chủ tài khoản chỉ sử dụng tài khoản để giao dịch trên internet.
Ở nhiều quốc gia, việc sử dụng thẻ ghi nợ đã trở nên phổ biến đến mức tổng lượng thanh toán của chúng đã vượt qua hoặc thay thế hoàn toàn các ngân phiếu và, trong một số trường hợp, các giao dịch tiền mặt. Sự phát triển của thẻ ghi nợ, không giống như thẻ tín dụng và thẻ tính phí, nhìn chung là đặc thù cho từng quốc gia, dẫn đến một số hệ thống khác nhau trên thế giới, mà thường không tương thích với nhau. Kể từ giữa những năm 2000, một số sáng kiến cho phép thẻ ghi nợ được phát hành ở một quốc gia được sử dụng ở các quốc gia khác và cho phép sử dụng qua Internet và mua hàng qua điện thoại.
Không giống thẻ tín dụng và tính phí, thanh toán bằng thẻ ghi nợ được chuyển ngay từ tài khoản ngân hàng được chỉ định của chủ thẻ, thay vì chủ thẻ phải trả lại tiền sau đó.
Thẻ ghi nợ thường cho phép rút tiền mặt, đóng vai trò thẻ ATM khi rút tiền mặt. Người bán hàng cũng có thể cung cấp các tiện ích rút tiền mặt cho khách hàng, và khách hàng có thể rút tiền mặt cùng với việc mua hàng của họ.

## Các loại hệ thống thẻ ghi nợ
Hiện tại có ba cách xử lý giao dịch thẻ ghi nợ: EFTPOS (còn được gọi là ghi nợ trực tuyến hoặc ghi nợ PIN), ghi nợ ngoại tuyến (còn được gọi là ghi nợ chữ ký) và Hệ thống thẻ ví điện tử.  Một thẻ vật lý có thể bao gồm các chức năng của cả ba loại, do đó nó có thể được sử dụng trong một số trường hợp khác nhau.
Mặc dù bốn công ty phát hành thẻ ngân hàng lớn nhất (American Express, Discover Card, MasterCard và Visa ) đều cung cấp thẻ ghi nợ, có nhiều loại thẻ ghi nợ khác, mỗi loại chỉ được chấp nhận trong một quốc gia hoặc khu vực cụ thể, ví dụ: Switch (hiện tại: Maestro) và Solo ở Anh, Interac ở Canada, Carte Bleue ở Pháp, tiền điện tử EC (trước đây là Eurocheque) ở Đức, UnionPay ở Trung Quốc, RuPay ở Ấn Độ và thẻ EFTPOS ở Úc và New Zealand. Sự cần thiết phải tương thích xuyên biên giới và sự ra đời của đồng euro gần đây đã dẫn đến nhiều mạng lưới thẻ này (như "EC direkt" của Thụy Sĩ, "Bankomatkasse" của Áo và Switch ở Vương quốc Anh) được đặt lại thương hiệu với logo Maestro được quốc tế công nhận, là một phần của thương hiệu MasterCard. Một số thẻ ghi nợ được gắn nhãn kép với logo của thẻ quốc gia (cũ) cũng như Maestro (ví dụ: thẻ EC ở Đức, Switch và Solo ở Anh, thẻ Pinpas ở Hà Lan, thẻ Bancontact ở Bỉ, v.v.). Việc sử dụng hệ thống thẻ ghi nợ cho phép các nhà khai thác đóng gói sản phẩm của họ hiệu quả hơn trong khi giám sát chi tiêu của khách hàng.

### Hệ thống ghi nợ trực tuyến
Thẻ ghi nợ trực tuyến yêu cầu ủy quyền điện tử cho mọi giao dịch và các khoản nợ được phản ánh ngay lập tức trong tài khoản của người dùng. Giao dịch có thể được bảo mật bổ sung với hệ thống xác thực số nhận dạng cá nhân (PIN); một số thẻ trực tuyến yêu cầu xác thực như vậy cho mọi giao dịch, về cơ bản trở thành thẻ máy rút tiền tự động (ATM) nâng cao.
Một khó khăn với việc sử dụng thẻ ghi nợ trực tuyến là sự cần thiết của một thiết bị cho phép điện tử tại điểm bán hàng (POS) và đôi khi cũng là một riêng biệt PINpad để nhập mã PIN, mặc dù điều này đang trở thành phổ biến cho tất cả các giao dịch thẻ tại nhiều quốc gia.
Nhìn chung, thẻ ghi nợ trực tuyến thường được xem là vượt trội so với thẻ ghi nợ ngoại tuyến vì hệ thống xác thực an toàn hơn và trạng thái trực tiếp, giúp giảm bớt các vấn đề về xử lý độ trễ đối với các giao dịch chỉ có thể phát hành thẻ ghi nợ trực tuyến. Một số hệ thống ghi nợ trực tuyến đang sử dụng các quy trình xác thực thông thường của ngân hàng Internet để cung cấp các giao dịch ghi nợ trực tuyến theo thời gian thực.

### Hệ thống ghi nợ ngoại tuyến
Thẻ ghi nợ ngoại tuyến có logo của thẻ tín dụng chính (ví dụ: Visa  hoặc MasterCard) hoặc thẻ ghi nợ lớn (ví dụ: Maestro ở Vương quốc Anh và các quốc gia khác, nhưng không được sử dụng tại điểm này bán như thẻ tín dụng (có chữ ký của người trả tiền). Loại thẻ ghi nợ này có thể phải chịu giới hạn hàng ngày và/hoặc giới hạn tối đa bằng với số dư tài khoản hiện tại / kiểm tra mà từ đó rút tiền. Các giao dịch được thực hiện bằng thẻ ghi nợ ngoại tuyến cần 2 ngày 3 lần để được phản ánh trên số dư tài khoản của người dùng.
Ở một số quốc gia và với một số ngân hàng và tổ chức dịch vụ thương mại, "giao dịch ghi nợ" hoặc giao dịch ghi nợ ngoại tuyến sẽ không mất chi phí cho người mua vượt quá mệnh giá của giao dịch, trong khi một khoản phí có thể được tính cho "giao dịch ghi nợ" hoặc giao dịch ghi nợ trực tuyến (mặc dù nó thường được hấp thụ bởi các nhà bán lẻ). Sự khác biệt khác là người mua ghi nợ trực tuyến có thể chọn rút tiền mặt ngoài số tiền mua ghi nợ (nếu người bán hỗ trợ chức năng đó); đồng thời, từ quan điểm của người bán, người bán trả phí thấp hơn cho giao dịch ghi nợ trực tuyến so với "tín dụng" (ngoại tuyến).

### Hệ thống thẻ ví điện tử
Các hệ thống ví điện tử dựa trên thẻ thông minh (trong đó giá trị được lưu trữ trên chip thẻ, không phải trong tài khoản được ghi bên ngoài, do đó, các máy chấp nhận thẻ không cần kết nối mạng) được sử dụng trên khắp châu Âu kể từ giữa những năm 1990, đáng chú ý nhất là ở Đức (Geldkarte), Áo (Quick Wertkarte), Hà Lan (Chipknip), Bỉ (Proton), Thụy Sĩ (CASH) và Pháp (Moneo, thường được mang theo bằng thẻ ghi nợ). Tại Áo và Đức, gần như tất cả các thẻ ngân hàng hiện tại đều bao gồm ví điện tử, trong khi ví điện tử gần đây đã bị loại bỏ ở Hà Lan.

### Thẻ ghi nợ trả trước

#### Danh pháp
Thẻ ghi nợ trả trước có thể tải lại và cũng có thể được gọi là thẻ ghi nợ có thể nạp lại.

#### Người dùng
Thị trường chính cho thẻ ghi nợ trả trước theo truyền thống là những người không có tiền; nghĩa là, những người không sử dụng ngân hàng hoặc công đoàn tín dụng cho các giao dịch tài chính của họ. Nhưng thẻ trả trước cũng thu hút người dùng khác bị thu hút bởi những lợi thế của họ.

#### Ưu điểm
Ưu điểm của thẻ ghi nợ trả trước bao gồm an toàn hơn mang theo tiền mặt, chức năng trên toàn thế giới do chấp nhận của người bán Visa và MasterCard, không phải lo lắng về việc thanh toán hóa đơn thẻ tín dụng hoặc nợ nần, cơ hội cho bất kỳ ai trên 18 tuổi đăng ký và được được chấp nhận mà không liên quan đến chất lượng tín dụng và tùy chọn gửi trực tiếp tiền lương và lợi ích chính phủ vào thẻ miễn phí.

#### Rủi ro
Nếu nhà cung cấp thẻ cung cấp một trang web không an toàn để cho phép bạn kiểm tra số dư của thẻ, điều này có thể cung cấp cho kẻ tấn công quyền truy cập vào thông tin thẻ. Nếu người dùng bị mất thẻ và chưa đăng ký bằng cách nào đó, người dùng có thể mất tiền. Nếu một nhà cung cấp có vấn đề kỹ thuật, tiền có thể không truy cập được khi người dùng cần. Hệ thống thanh toán của một số công ty dường như không chấp nhận thẻ ghi nợ trả trước.  Cũng có nguy cơ rằng việc sử dụng nhiều thẻ ghi nợ trả trước có thể khiến các công ty cung cấp dữ liệu phân loại người dùng theo những cách không may.

#### Các loại
Thẻ trả trước khác nhau tùy theo công ty phát hành: người chơi tài chính chính và thích hợp, (đôi khi có thể là sự hợp tác giữa các doanh nghiệp), mục đích sử dụng (thẻ quá cảnh, thẻ quà tặng làm đẹp, thẻ du lịch, thẻ xăng dầu, thẻ tiết kiệm sức khỏe, kinh doanh, bảo hiểm, những người khác), và vùng.

#### Các công ty
Một số công ty đầu tiên tham gia vào thị trường này là: MiCash, RushCard, Netspend và Green Dot, những người đã giành được thị phần do là người đầu tiên đưa ra thị trường. Tuy nhiên, kể từ năm 1999, đã có một số nhà cung cấp mới, chẳng hạn như TransCash, 247card, iKobo, Ripae Card, Argent Card, EuroPYM, AsiaPYM, & DrawPay Card. Các công ty thẻ trả trước này cung cấp một số lợi ích, chẳng hạn như dịch vụ chuyển tiền, chuyển từ thẻ sang thẻ và khả năng đăng ký mà không cần số an sinh xã hội. [ cần dẫn nguồn ]
Năm 2009, một công ty có tên PEX Card đã ra mắt dịch vụ thẻ chi phí doanh nghiệp nhằm vào người dùng doanh nghiệp.
Kể từ năm 2019, nhiều công ty khác cũng cung cấp thẻ.

#### Chính phủ
Kể từ năm 2013, một số chính quyền thành phố (bao gồm cả Oakland, California  và Chicago, Illinois) hiện đang cung cấp thẻ ghi nợ trả trước, như một phần của thẻ ID thành phố (đối với những người như người nhập cư bất hợp pháp không thể có được bằng lái xe tiểu bang hoặc thẻ DMV ID) trong trường hợp của Oakland hoặc kết hợp với thẻ quá cảnh trả trước (Chicago). Các thẻ này đã bị chỉ trích nặng nề  vì các khoản phí cao hơn mức trung bình, bao gồm một số (như một khoản phí cố định được thêm vào mỗi giao dịch mua bằng thẻ) mà các sản phẩm tương tự do Green Dot và American Express cung cấp không có.
Chính phủ liên bang Hoa Kỳ sử dụng thẻ ghi nợ trả trước để thực hiện thanh toán lợi ích cho những người không có tài khoản ngân hàng. Năm 2008, Bộ Tài chính Hoa Kỳ đã kết hợp với Ngân hàng Comerica để cung cấp thẻ ghi nợ trả trước Direct Express Debit MasterCard.
Vào tháng 7 năm 2013, Hiệp hội Kế toán Chính phủ đã công bố một báo cáo về việc sử dụng thẻ trả trước của chính phủ, kết luận rằng các chương trình đó cung cấp một số lợi thế cho chính phủ và những người nhận thanh toán trên thẻ trả trước thay vì bằng séc. Các chương trình thẻ trả trước có lợi cho thanh toán phần lớn để tiết kiệm chi phí mà họ cung cấp và cung cấp quyền truy cập dễ dàng hơn vào tiền mặt cho người nhận, cũng như tăng tính bảo mật. Báo cáo cũng khuyên rằng các chính phủ nên xem xét thay thế mọi khoản thanh toán dựa trên séc còn lại bằng các chương trình thẻ trả trước để nhận được khoản tiết kiệm đáng kể cho người nộp thuế, cũng như lợi ích cho người được trả tiền.

#### Tác động của các tài khoản ngân hàng do Chính phủ cung cấp
Vào tháng 1 năm 2016, chính phủ Anh đã giới thiệu tất cả các tài khoản ngân hàng cơ bản miễn phí, có tác động đáng kể đến ngành công nghiệp trả trước, bao gồm cả sự ra đi của một số công ty.

## Bảo vệ người tiêu dùng
Bảo vệ người tiêu dùng khác nhau, tùy thuộc vào mạng được sử dụng. Ví dụ, Visa và MasterCard cấm các kích cỡ mua tối thiểu và tối đa, phụ phí và các thủ tục bảo mật tùy ý từ phía thương nhân. Các thương nhân thường được tính phí giao dịch cao hơn cho các giao dịch tín dụng, vì các giao dịch mạng ghi nợ ít có khả năng là gian lận. Điều này có thể khiến họ "lèo lái" khách hàng đến các giao dịch ghi nợ. Người tiêu dùng tranh chấp chi phí có thể thấy dễ dàng hơn khi làm như vậy với thẻ tín dụng, vì tiền sẽ không ngay lập tức rời khỏi tầm kiểm soát của họ. Các khoản phí gian lận trên thẻ ghi nợ cũng có thể gây ra sự cố với tài khoản séc vì tiền được rút ngay lập tức và do đó có thể dẫn đến thấu chi hoặc séc bị trả lại. Trong một số trường hợp, các ngân hàng phát hành thẻ ghi nợ sẽ hoàn trả ngay lập tức mọi khoản phí tranh chấp cho đến khi vấn đề có thể được giải quyết và trong một số khu vực pháp lý, trách nhiệm của người tiêu dùng đối với các khoản phí trái phép là giống nhau đối với cả thẻ ghi nợ và thẻ tín dụng.
Ở một số quốc gia, như Ấn Độ và Thụy Điển, việc bảo vệ người tiêu dùng là như nhau bất kể mạng được sử dụng. Một số ngân hàng đặt kích thước mua tối thiểu và tối đa, chủ yếu dành cho thẻ chỉ trực tuyến. Tuy nhiên, điều này không liên quan gì đến các mạng thẻ, mà thay vào đó là phán quyết của ngân hàng về tuổi và hồ sơ tín dụng của người đó. Bất kỳ khoản phí nào mà khách hàng phải trả cho ngân hàng là như nhau bất kể giao dịch được thực hiện dưới dạng tín dụng hay giao dịch ghi nợ, do đó, không có lợi thế nào cho khách hàng khi chọn một chế độ giao dịch so với chế độ giao dịch khác. Các cửa hàng có thể thêm phụ phí vào giá của hàng hóa hoặc dịch vụ theo luật pháp cho phép họ làm như vậy. Các ngân hàng coi việc mua hàng đã được thực hiện tại thời điểm thẻ được quẹt, bất kể khi nào việc thanh toán mua được thực hiện.

## Truy cập tài chính
Thẻ ghi nợ và thẻ tín dụng được bảo đảm là phổ biến trong số các sinh viên đại học chưa thiết lập lịch sử tín dụng. Thẻ ghi nợ cũng có thể được sử dụng bởi những người lao động nước ngoài để gửi tiền về nhà cho gia đình họ đang giữ một thẻ ghi nợ liên kết.

## Các vấn đề với việc trì hoãn đăng bài ngoại tuyến
Người tiêu dùng nhận thấy một giao dịch ghi nợ xảy ra trong thời gian thực: tiền được rút từ tài khoản của họ ngay sau khi có yêu cầu ủy quyền từ người bán, ở nhiều quốc gia, là trường hợp khi mua hàng ghi nợ trực tuyến. Tuy nhiên, khi giao dịch mua được thực hiện bằng tùy chọn "tín dụng" (ghi nợ ngoại tuyến), giao dịch chỉ đặt quyền giữ tài khoản của khách hàng; tiền không thực sự được rút cho đến khi giao dịch được đối chiếu và gửi cứng vào tài khoản của khách hàng, thường là một vài ngày sau đó. Tuy nhiên, previoce áp dụng cho tất cả các loại giao dịch, ít nhất là khi sử dụng thẻ do ngân hàng châu Âu phát hành. Điều này trái ngược với một giao dịch thẻ tín dụng thông thường, trong đó, sau một vài ngày trì hoãn trước khi giao dịch được đăng vào tài khoản, có một khoảng thời gian nữa có thể là một tháng trước khi người tiêu dùng thực hiện trả nợ.
Do đó, trong trường hợp lỗi của người bán hoặc ngân hàng do lỗi cố ý hoặc vô ý, giao dịch ghi nợ có thể gây ra nhiều vấn đề nghiêm trọng hơn (ví dụ: tiền không thể truy cập; rút tiền từ tài khoản) so với giao dịch thẻ tín dụng (ví dụ: tín dụng không thể truy cập được; vượt quá giới hạn tín dụng). Điều này đặc biệt đúng ở Hoa Kỳ, nơi gian lận kiểm tra là tội phạm ở mọi tiểu bang, nhưng vượt quá giới hạn tín dụng của bạn thì không.

## Mua hàng qua Internet
Thẻ ghi nợ cũng có thể được sử dụng trên Internet dù có hoặc không sử dụng mã PIN. Giao dịch Internet có thể được thực hiện ở chế độ trực tuyến hoặc ngoại tuyến, mặc dù các cửa hàng chấp nhận thẻ chỉ trực tuyến rất hiếm ở một số quốc gia (như Thụy Điển), trong khi chúng phổ biến ở các quốc gia khác (như Hà Lan). Để so sánh, PayPal cung cấp cho khách hàng sử dụng thẻ Maestro chỉ trực tuyến nếu khách hàng nhập địa chỉ cư trú tại Hà Lan, nhưng không phải nếu cùng một khách hàng nhập địa chỉ cư trú của Thụy Điển.
Việc mua hàng trên Internet có thể được xác thực bởi người tiêu dùng nhập mã PIN của họ nếu người bán đã kích hoạt mã PIN trực tuyến an toàn, trong trường hợp đó giao dịch được thực hiện trong chế độ ghi nợ. Mặt khác, các giao dịch có thể được thực hiện ở chế độ tín dụng hoặc ghi nợ (đôi khi, nhưng không phải lúc nào cũng được chỉ định trên biên lai) và điều này không liên quan gì đến việc giao dịch được thực hiện ở chế độ trực tuyến hay ngoại tuyến, vì cả tín dụng và ghi nợ giao dịch có thể được thực hiện trong cả hai chế độ.

## Thẻ ghi nợ trên toàn thế giới
Ở một số quốc gia, các ngân hàng có xu hướng thu một khoản phí nhỏ cho mỗi giao dịch thẻ ghi nợ. Ở một số quốc gia (ví dụ: Vương quốc Anh), thương nhân chịu mọi chi phí và khách hàng không bị tính phí. Có rất nhiều người thường xuyên sử dụng thẻ ghi nợ cho tất cả các giao dịch, dù nhỏ đến đâu. Một số nhà bán lẻ (nhỏ) từ chối chấp nhận thẻ ghi nợ cho các giao dịch nhỏ, trong đó việc trả phí giao dịch sẽ hấp thụ biên lợi nhuận khi bán, khiến giao dịch không kinh tế cho nhà bán lẻ.

### Ăng-gô-la
Bài viết chính: Multicaixa
Các ngân hàng ở Angola phát hành theo quy định chính thức chỉ có một thương hiệu thẻ ghi nợ: Multicaixa, cũng là thương hiệu của một và duy nhất mạng lưới ATM và thiết bị đầu cuối POS.

### Armenia
ArCa (Thẻ Armenia) - một hệ thống ghi nợ quốc gia (ArCa Debit và ArCa Classic) và thẻ tín dụng (ArCa Gold, ArCa Business, ArCA Platinum, ArCa Affinity và ArCa Co-brand) phổ biến ở Armenia. Được thành lập vào năm 2000 bởi 17 ngân hàng lớn nhất của Armenia.

### Úc
Bài viết chính: EFTPOS
Thẻ ghi nợ ở Úc được gọi là các tên khác nhau tùy thuộc vào ngân hàng phát hành: Commonwealth Bank of Australia: Keycard; Tập đoàn ngân hàng Westpac: Handycard; Ngân hàng Quốc gia Úc: FlexiCard; Ngân hàng ANZ: Thẻ truy cập; Ngân hàng Bendigo: Thẻ kiếm tiền dễ dàng.
EFTPOS rất phổ biến ở Úc và đã hoạt động ở đó từ những năm 1980. Thẻ hỗ trợ EFTPOS được chấp nhận tại hầu hết tất cả các thiết bị đầu cuối có thể chấp nhận thẻ tín dụng, bất kể ngân hàng nào phát hành thẻ, bao gồm thẻ Maestro do ngân hàng nước ngoài phát hành, với hầu hết các doanh nghiệp chấp nhận chúng, với 450.000 điểm bán hàng.
Thẻ EFTPOS cũng có thể được sử dụng để gửi và rút tiền qua quầy tại các cửa hàng Bưu điện Úc tham gia Giro Post và rút tiền mà không mua từ một số nhà bán lẻ lớn, giống như khi giao dịch được thực hiện tại chi nhánh ngân hàng, ngay cả khi chi nhánh ngân hàng bị đóng cửa. Các giao dịch điện tử ở Úc thường được xử lý thông qua mạng Telstra Argent và Optus Transact Plus - gần đây đã thay thế Transcend trong vài năm qua. Hầu hết các thẻ khóa ban đầu chỉ có thể sử dụng được cho EFTPOS và tại các chi nhánh ATM hoặc ngân hàng, trong khi hệ thống thẻ ghi nợ mới hoạt động giống như thẻ tín dụng, ngoại trừ việc nó sẽ chỉ sử dụng tiền trong tài khoản ngân hàng được chỉ định. Điều này có nghĩa là, trong số những lợi thế khác, hệ thống mới phù hợp cho việc mua hàng điện tử mà không bị trì hoãn từ hai đến bốn ngày để chuyển tiền từ ngân hàng.
Úc vận hành cả ủy quyền giao dịch thẻ tín dụng điện tử và hệ thống ủy quyền thẻ ghi nợ truyền thống EFTPOS, sự khác biệt giữa hai giao dịch EFTPOS được ủy quyền bởi số nhận dạng cá nhân (PIN) trong khi giao dịch thẻ tín dụng có thể được ủy quyền sử dụng cơ chế thanh toán không tiếp xúc (yêu cầu mã PIN để mua hàng trên $ 100). Nếu người dùng không nhập đúng mã pin ba lần, phạm vi hậu quả của thẻ bị khóa trong khoảng thời gian tối thiểu 24 giờ, một cuộc gọi điện thoại hoặc chuyến đi đến chi nhánh để kích hoạt lại bằng mã PIN mới, thẻ bị cắt bởi người bán, hoặc trong trường hợp máy ATM, được giữ bên trong máy, cả hai đều yêu cầu phải có thẻ mới.
Nói chung, chi phí giao dịch thẻ tín dụng do người bán chịu mà không phải trả phí cho người dùng cuối (mặc dù phụ phí tiêu dùng trực tiếp 0,5 - 3% không phải là hiếm) trong khi các giao dịch của EFTPOS khiến người tiêu dùng phải trả phí rút tiền áp dụng.
Sự ra đời của thẻ ghi nợ Visa và MasterCard cùng với quy định về phí thanh toán được tính bởi các nhà khai thác của cả EFTPOS và thẻ tín dụng của Ngân hàng Dự trữ đã chứng kiến sự tiếp tục ngày càng tăng của việc sử dụng thẻ tín dụng ở người Úc và sự suy giảm chung trong hồ sơ của EFTPOS. Tuy nhiên, quy định về phí thanh toán cũng loại bỏ khả năng của các ngân hàng, những người thường cung cấp dịch vụ giao dịch cho các nhà bán lẻ thay mặt cho Visa hoặc MasterCard, ngăn chặn các nhà bán lẻ tính phí thêm để thanh toán bằng thẻ tín dụng thay vì tiền mặt hoặc EFTPOS.

### Bỉ
Ở Bỉ, thẻ ghi nợ được chấp nhận rộng rãi ở hầu hết các cửa hàng và cửa hàng, cũng như ở hầu hết các khách sạn và nhà hàng. Nhà hàng nhỏ hơn hoặc cửa hàng nhỏ thường chỉ chấp nhận Thẻ ghi nợ hoặc tiền mặt nhưng không có thẻ tín dụng. Tất cả các ngân hàng Bỉ cung cấp thẻ ghi nợ khi bạn mở tài khoản ngân hàng. Thông thường, sử dụng thẻ ghi nợ trên các máy ATM quốc gia và EU miễn phí ngay cả khi chúng không thuộc sở hữu của ngân hàng phát hành. Kể từ năm 2019, một số ngân hàng tính chi phí 0,50 € khi sử dụng các máy ATM không thuộc sở hữu của ngân hàng phát hành. Thẻ ghi nợ ở Bỉ được gắn logo của hệ thống Bancontact quốc gia và cũng có hệ thống ghi nợ quốc tế, Maestro (hiện tại không có ngân hàng nào phát hành V-Pay hoặc thẻ Visa Electron ngay cả khi chúng được chấp nhận rộng rãi), hệ thống Maestro được sử dụng chủ yếu để thanh toán ở các quốc gia khác nhưng một số dịch vụ thanh toán thẻ quốc gia sử dụng hệ thống Maestro. Một số ngân hàng cũng cung cấp thẻ ghi nợ Visa và MasterCard nhưng đây hầu hết là các ngân hàng trực tuyến.

### Brazil
Ở Brazil, thẻ ghi nợ được gọi là cartão de débito (số ít) và trở nên phổ biến từ năm 2008 trở đi. Năm 2013, thẻ ghi nợ Brazil thứ 100 triệu đã được phát hành.  Thẻ ghi nợ thay thế séc, phổ biến cho đến thập kỷ đầu tiên của thập niên 2000.
Ngày nay, phần lớn các giao dịch tài chính (như mua sắm, v.v.) được thực hiện bằng thẻ ghi nợ (và hệ thống này đang nhanh chóng thay thế thanh toán bằng tiền mặt). Ngày nay, phần lớn các khoản thanh toán ghi nợ được xử lý bằng cách sử dụng kết hợp thẻ + pin và hầu như mọi thẻ đều có chip để thực hiện giao dịch.
Các nhà cung cấp thẻ ghi nợ lớn ở Brazil là Visa (với thẻ Visa Electron) và MasterCard (với thẻ Maestro), cũng như thương hiệu địa phương Elo.

### Canada
Canada có một hệ thống EFTPOS trên toàn quốc, được gọi là Thanh toán trực tiếp Interac (IDP). Kể từ khi được giới thiệu vào năm 1994, IDP đã trở thành phương thức thanh toán phổ biến nhất ở nước này. Trước đây, thẻ ghi nợ đã được sử dụng cho việc sử dụng ABM từ cuối những năm 1970, với các công đoàn tín dụng ở Saskatchewan và Alberta giới thiệu các máy ATM kết nối thẻ dựa trên thẻ đầu tiên bắt đầu vào tháng 6 năm 1977. Thẻ ghi nợ, có thể được sử dụng ở bất cứ nơi nào thẻ tín dụng được chấp nhận, lần đầu tiên được giới thiệu tại Canada bởi Hiệp hội tín dụng Saskatchewan vào năm 1982. Đầu những năm 1990, các dự án thí điểm đã được tiến hành giữa sáu ngân hàng lớn nhất của Canada để đánh giá tính bảo mật, tính chính xác và tính khả thi của hệ thống Interac. Dần dần trong nửa cuối thập niên 1990, ước tính có khoảng 50% các nhà bán lẻ cung cấp Interac như một nguồn thanh toán. Các nhà bán lẻ, nhiều nhà bán lẻ giao dịch nhỏ như quán cà phê, đã từ chối cung cấp IDP để thúc đẩy dịch vụ nhanh hơn. Trong năm 2009, 99% các nhà bán lẻ cung cấp IDP như một hình thức thanh toán thay thế.
Ở Canada, thẻ ghi nợ đôi khi được gọi là "thẻ ngân hàng". Đó là thẻ khách hàng được phát hành bởi một ngân hàng cung cấp quyền truy cập vào các quỹ và các giao dịch tài khoản ngân hàng khác, chẳng hạn như chuyển tiền, kiểm tra số dư, thanh toán hóa đơn, v.v., cũng như các điểm giao dịch mua hàng được kết nối trên mạng Interac. Kể từ khi ra mắt quốc gia vào năm 1994, Interac Direct Payment đã trở nên phổ biến đến mức, kể từ năm 2001, nhiều giao dịch ở Canada đã được hoàn thành bằng thẻ ghi nợ hơn là tiền mặt.  Sự phổ biến này có thể là một phần do hai yếu tố chính: sự tiện lợi của việc không phải mang theo tiền mặt và sự sẵn có của máy ngân hàng tự động (ABM) và thương nhân thanh toán trực tiếp trên mạng. Thẻ ghi nợ có thể được coi là tương tự như thẻ giá trị được lưu trữ trong đó họ đại diện cho một số tiền hữu hạn mà nhà phát hành thẻ nợ cho chủ sở hữu. Chúng khác nhau ở chỗ thẻ giá trị lưu trữ thường ẩn danh và chỉ có thể sử dụng được tại nhà phát hành, trong khi thẻ ghi nợ thường được liên kết với tài khoản ngân hàng của một cá nhân và có thể được sử dụng ở bất cứ đâu trên mạng Interac.
Tại Canada, thẻ ngân hàng có thể được sử dụng tại POS và ATM. Interac Online cũng đã được giới thiệu trong những năm gần đây cho phép khách hàng của hầu hết các ngân hàng lớn của Canada sử dụng thẻ ghi nợ của họ để thanh toán trực tuyến với một số thương nhân nhất định. Một số tổ chức tài chính cũng cho phép khách hàng của họ sử dụng thẻ ghi nợ của họ tại Hoa Kỳ trên mạng NYCE.  Một số tổ chức tài chính Canada chủ yếu cung cấp thẻ tín dụng VISA, bao gồm CIBC, RBC, Scotiabank và TD, cũng phát hành thẻ Visa Debit ngoài thẻ ghi nợ Interac của họ, thông qua thẻ đồng thương hiệu hai mạng (CIBC, Scotia và TD)  hoặc dưới dạng thẻ "ảo" được sử dụng cùng với thẻ ghi nợ Interac (RBC) hiện tại của khách hàng.  Điều này cho phép khách hàng sử dụng Interlink cho các giao dịch trực tuyến, qua điện thoại và quốc tế và Plus cho các máy ATM quốc tế, vì Intract không được hỗ trợ tốt trong các tình huống này.

#### Bảo vệ người tiêu dùng ở Canada
Người tiêu dùng ở Canada được bảo vệ theo một mã tự nguyện được nhập bởi tất cả các nhà cung cấp dịch vụ thẻ ghi nợ, Quy tắc thực hành Canada đối với dịch vụ thẻ ghi nợ tiêu dùng  (đôi khi được gọi là "Mã thẻ ghi nợ"). Việc tuân thủ Quy tắc được Cơ quan Tiêu dùng Tài chính Canada (FCAC) giám sát, điều tra các khiếu nại của người tiêu dùng.
Theo trang web của FCAC, việc sửa đổi mã có hiệu lực vào năm 2005 đã đặt trách nhiệm lên tổ chức tài chính để chứng minh rằng người tiêu dùng chịu trách nhiệm về giao dịch bị tranh chấp và cũng đặt giới hạn số ngày mà tài khoản có thể đóng băng trong quá trình điều tra của tổ chức tài chính về một giao dịch.

### Chile
Chile có một hệ thống EFTPOS có tên Redcompra (Mạng mua hàng) hiện đang được sử dụng tại ít nhất 23.000 cơ sở trên cả nước. Hàng hóa có thể được mua bằng hệ thống này tại hầu hết các siêu thị, cửa hàng bán lẻ, quán rượu và nhà hàng ở các trung tâm đô thị lớn. Các ngân hàng Chile phát hành thẻ Maestro, Visa Electron và Visa Debit.

### Colombia
Colombia có một hệ thống được gọi là Redeban-Nhiều màu và Visa Tín dụng hiện đang được sử dụng tại ít nhất 23.000 cơ sở trên cả nước. Hàng hóa có thể được mua bằng hệ thống này tại hầu hết các siêu thị, cửa hàng bán lẻ, quán rượu và nhà hàng ở các trung tâm đô thị lớn. Thẻ ghi nợ của Colombia là Maestro (pin), Visa Electron (pin), Visa Debit (dưới dạng tín dụng) và MasterCard-Debit (dưới dạng tín dụng).

### Đan Mạch
Thẻ ghi nợ Đan Mạch Dankort có mặt khắp nơi ở Đan Mạch. Nó được giới thiệu vào ngày 1 tháng 9 năm 1983 và mặc dù các giao dịch ban đầu là trên giấy tờ, Dankort đã nhanh chóng giành được sự chấp nhận rộng rãi. Đến năm 1985, các thiết bị đầu cuối EFTPOS được giới thiệu và năm 1985 cũng là năm mà số lượng giao dịch Dankort lần đầu tiên vượt quá 1 triệu.  Ngày nay, Dankort chủ yếu được phát hành dưới dạng Multicard kết hợp Dankort quốc gia với Visa được quốc tế công nhận hơn (ký hiệu đơn giản là thẻ "Visa / Dankort"). Vào tháng 9 năm 2008, 4 triệu thẻ đã được phát hành, trong đó ba triệu thẻ là thẻ Visa / Dankort. Cũng có thể nhận được thẻ ghi nợ Visa Electron và MasterCard. [ cần làm rõ]
- Năm 2007, PBS (nay gọi là Nets), nhà điều hành hệ thống Dankort của Đan Mạch, đã xử lý tổng cộng 737 triệu giao dịch Dankort.  Trong số này, 4,5 triệu đã được xử lý chỉ trong một ngày, ngày 21 tháng 12. Đây vẫn là kỷ lục hiện tại. [ khi nào? ]
- Vào cuối năm 2007, có 3,9 triệu thẻ Dankort tồn tại.[21]
- Tính đến năm 2012, hơn 80.000 cửa hàng của Đan Mạch có thiết bị đầu cuối Dankort và 11.000 cửa hàng internet khác cũng chấp nhận Dankort.

### Phần Lan
Hầu hết các giao dịch hàng ngày của khách hàng được thực hiện bằng thẻ ghi nợ hoặc thanh toán hóa đơn điện tử / giro trực tuyến, mặc dù thẻ tín dụng và tiền mặt được chấp nhận. Kiểm tra không còn được sử dụng. Trước khi tiêu chuẩn hóa châu Âu, Phần Lan đã có tiêu chuẩn quốc gia (pankkikortti = "thẻ ngân hàng"). Về mặt vật lý, pankkikortti giống như thẻ tín dụng quốc tế, và các dấu ấn và thẻ giống nhau được sử dụng cho pankkikortti và thẻ tín dụng, nhưng thẻ không được chấp nhận ở nước ngoài. Điều này hiện đã được thay thế bởi hệ thống thẻ ghi nợ Visa và MasterCard và thẻ Phần Lan có thể được sử dụng ở những nơi khác trong Liên minh châu Âu và thế giới.
Một hệ thống ví điện tử, với thẻ bị sứt mẻ, đã được giới thiệu, nhưng không thu được nhiều lực kéo.
Ký một khoản thanh toán ngoại tuyến đòi hỏi phải phát sinh nợ, do đó thanh toán ngoại tuyến không có sẵn cho người chưa thành niên. Tuy nhiên, các giao dịch trực tuyến được cho phép và vì hầu hết tất cả các cửa hàng đều có thiết bị đầu cuối điện tử, ngày nay, người vị thành niên cũng có thể sử dụng thẻ ghi nợ. Trước đây, chỉ rút tiền mặt từ ATM có sẵn cho người chưa thành niên (automaattikortti hoặc Visa).

### Pháp
Carte Bancaire (CB), chương trình thanh toán quốc gia, năm 2008, có 57,5 triệu thẻ mang logo và 7,76 tỷ giao dịch (POS và ATM) được xử lý thông qua mạng e-rsb (135 giao dịch trên mỗi thẻ chủ yếu là ghi nợ hoặc ghi nợ hoãn lại). Hầu hết các thẻ CB là thẻ ghi nợ, ghi nợ hoặc ghi nợ hoãn lại. Ít hơn 10% thẻ CB là thẻ tín dụng.
Các ngân hàng ở Pháp thường tính phí hàng năm cho thẻ ghi nợ (mặc dù thanh toán thẻ rất tiết kiệm chi phí cho ngân hàng), nhưng họ không tính phí khách hàng cá nhân đối với sổ séc hoặc xử lý séc (mặc dù séc rất tốn kém cho ngân hàng). Sự mất cân bằng này bắt nguồn từ sự giới thiệu đơn phương ở Pháp về thẻ ghi nợ Chip và PIN vào đầu những năm 1990, khi chi phí của công nghệ này cao hơn nhiều so với bây giờ. Thẻ tín dụng thuộc loại được tìm thấy ở Anh và Hoa Kỳ là không bình thường ở Pháp và tương đương gần nhất là thẻ ghi nợ trả chậm, hoạt động như một thẻ ghi nợ thông thường, ngoại trừ tất cả các giao dịch mua hàng bị hoãn cho đến cuối tháng, do đó cung cấp cho khách hàng từ 1 đến 31 ngày tín dụng "không lãi suất".
Phí hàng năm cho thẻ ghi nợ trả chậm là khoảng € 10 so với một khoản nợ ngay lập tức. Hầu hết các thẻ ghi nợ của Pháp đều được gắn nhãn logo Carte Bleue, đảm bảo sự chấp nhận trên toàn nước Pháp. Hầu hết các chủ thẻ chọn trả thêm khoảng 5 € trong phí hàng năm để có thêm Visa hoặc logo MasterCard trên Carte Bleue, để thẻ được chấp nhận trên phạm vi quốc tế. Carte Bleue không có Visa hoặc logo MasterCard thường được gọi là "Carte Bleue Nationale" và Carte Bleue có Visa hoặc logo MasterCard được gọi là "Carte Bleue Internationale", hay thường xuyên hơn, được gọi đơn giản là "Visa "Hoặc" Thẻ Master ".
Nhiều thương nhân nhỏ hơn ở Pháp từ chối chấp nhận thẻ ghi nợ cho các giao dịch theo một số tiền nhất định vì phí tối thiểu được tính bởi ngân hàng của thương nhân cho mỗi giao dịch (số tiền tối thiểu này dao động từ € 5 đến € 15,25 hoặc trong một số trường hợp hiếm hơn thậm chí nhiều hơn). Nhưng ngày càng có nhiều thương nhân chấp nhận thẻ ghi nợ với số lượng nhỏ, do việc sử dụng thẻ ghi nợ hàng ngày hiện nay. Các thương nhân ở Pháp không phân biệt giữa thẻ ghi nợ và thẻ tín dụng, và vì vậy cả hai đều có sự chấp nhận như nhau. Ở Pháp, việc đặt số tiền tối thiểu cho các giao dịch là hợp pháp, nhưng các thương nhân phải hiển thị rõ ràng.
Vào tháng 1 năm 2016, 57,2% trong số tất cả các thẻ ghi nợ ở Pháp cũng có chip thanh toán không tiếp xúc.  Số tiền tối đa cho mỗi giao dịch được đặt thành € 20 và số tiền tối đa của tất cả các khoản thanh toán không tiếp xúc mỗi ngày là từ 50 đến 100 € tùy thuộc vào ngân hàng. Giới hạn mỗi giao dịch tăng lên € 30 vào tháng 10 năm 2017.

#### Trách nhiệm và thẻ điện tử
Theo luật pháp của Pháp,  các ngân hàng chịu trách nhiệm cho bất kỳ giao dịch nào được thực hiện bằng một bản sao của thẻ gốc và cho bất kỳ giao dịch nào được thực hiện mà không có thẻ (trên điện thoại hoặc trên Internet), vì vậy các ngân hàng phải trả lại mọi giao dịch gian lận cho chủ thẻ nếu các tiêu chí trước được đáp ứng. Do đó, chống gian lận thẻ là thú vị hơn cho các ngân hàng. Do đó, các trang web của các ngân hàng Pháp thường đề xuất dịch vụ "thẻ điện tử" ("thẻ điện tử (ngân hàng)"), trong đó thẻ ảo mới được tạo và liên kết với thẻ vật lý. Thẻ ảo như vậy chỉ có thể được sử dụng một lần và với số tiền tối đa được cung cấp bởi chủ thẻ. Nếu số thẻ ảo bị chặn hoặc sử dụng để cố lấy số tiền cao hơn dự kiến, giao dịch sẽ bị chặn.

### Đức
[ cần dẫn nguồn ] Các cơ sở đã tồn tại trước khi EFTPOS trở nên phổ biến với thẻ Eurocheque, một hệ thống ủy quyền ban đầu được phát triển để kiểm tra giấy, ngoài việc ký séc thực tế, khách hàng cũng cần xuất trình thẻ cùng với séc như một biện pháp bảo mật. Những thẻ này cũng có thể được sử dụng tại ATM và để chuyển tiền điện tử dựa trên thẻ (được gọi là Girocard) với mục nhập mã PIN. Bây giờ đây là các chức năng duy nhất của các thẻ như vậy: hệ thống Eurocheque (cùng với thương hiệu) đã bị bỏ rơi vào năm 2002 trong quá trình chuyển đổi từ Deutsche Mark sang đồng euro. Kể từ năm 2005, hầu hết các cửa hàng và cửa hàng xăng dầu đều có cơ sở EFTPOS. Phí xử lý được thanh toán bởi các doanh nghiệp, dẫn đến một số chủ doanh nghiệp từ chối thanh toán bằng thẻ ghi nợ để bán tổng cộng ít hơn một số tiền nhất định, thường là 5 hoặc 10 euro.
Để tránh phí xử lý, nhiều doanh nghiệp đã sử dụng ghi nợ trực tiếp, sau đó được gọi là ghi nợ trực tiếp điện tử (tiếng Đức: Elektronisches Lastschriftverfahren, abbr. ELV.). Thiết bị đầu cuối điểm bán hàng đọc mã sắp xếp ngân hàng và số tài khoản từ thẻ nhưng thay vì xử lý giao dịch qua mạng Girocard, nó chỉ cần in một biểu mẫu mà khách hàng ký để ủy quyền cho ghi nợ. Tuy nhiên, phương pháp này cũng tránh mọi xác minh hoặc bảo đảm thanh toán được cung cấp bởi mạng. Hơn nữa, khách hàng có thể trả lại các ghi chú ghi nợ bằng cách thông báo cho ngân hàng của họ mà không cần đưa ra lý do. Điều này có nghĩa là người thụ hưởng chịu rủi ro gian lận và thanh khoản kém. Một số doanh nghiệp giảm thiểu rủi ro bằng cách tham khảo danh sách đen độc quyền hoặc bằng cách chuyển sang Girocard để có số tiền giao dịch cao hơn.
Khoảng năm 2000, một Thẻ Ví điện tử đã được giới thiệu, được đặt tên là Geldkarte ("thẻ tiền"). Nó sử dụng chip thẻ thông minh ở mặt trước của thẻ ghi nợ phát hành chuẩn. Con chip này có thể bị tính phí lên tới 200 euro và được quảng cáo là phương tiện thực hiện thanh toán từ trung bình đến rất nhỏ, thậm chí xuống tới vài euro hoặc phần trăm thanh toán. Yếu tố chính ở đây là không có phí xử lý được ngân hàng khấu trừ. Nó đã không đạt được sự phổ biến mà các nhà phát minh của nó đã hy vọng. Tuy nhiên, điều này có thể thay đổi vì con chip này hiện được sử dụng làm phương tiện xác minh độ tuổi tại các máy bán thuốc lá, điều này là bắt buộc kể từ tháng 1 năm 2007. Ngoài ra, một số giảm giá thanh toán đang được cung cấp (ví dụ:giảm 10% cho giá vé giao thông công cộng) khi thanh toán bằng "Geldkarte". Khoản thanh toán "Geldkarte" thiếu tất cả các biện pháp bảo mật, vì nó không yêu cầu người dùng nhập mã PIN hoặc ký vào phiếu bán hàng: việc mất "Geldkarte" tương tự như mất ví hoặc ví - bất kỳ ai tìm thấy đều có thể sau đó sử dụng tìm kiếm của họ để trả tiền mua hàng của chính họ.

### Hy Lạp
Việc sử dụng thẻ ghi nợ đã tăng mạnh ở Hy Lạp sau khi giới thiệu Kiểm soát vốn vào năm 2015.

### Hồng Kông
Hầu hết các thẻ ngân hàng ở Hồng Kông để lưu / tài khoản hiện tại đều được trang bị EPS và UnionPay, có chức năng như một thẻ ghi nợ và có thể được sử dụng tại các thương gia để mua hàng, nơi tiền được rút từ tài khoản liên kết ngay lập tức.
EPS là một hệ thống duy nhất ở Hồng Kông và được chấp nhận rộng rãi trong các thương nhân và các cơ quan chính phủ. Tuy nhiên, vì thẻ UnionPay được chấp nhận rộng rãi hơn ở nước ngoài, người tiêu dùng có thể sử dụng chức năng UnionPay của thẻ ngân hàng để mua hàng trực tiếp từ tài khoản ngân hàng.
Thẻ ghi nợ Visa là không phổ biến ở Hồng Kông. Công ty ngân hàng của Anh, công ty con của Hang Hang Bank của HSBC và thẻ Visa của công ty Mỹ Citibank là hai trong số các thẻ ghi nợ Visa có sẵn ở Hồng Kông.
Việc sử dụng thẻ ghi nợ ở Hồng Kông tương đối thấp, vì tỷ lệ thâm nhập thẻ tín dụng ở Hồng Kông cao. Trong quý 1 năm 2017, có gần 20 triệu thẻ tín dụng đang lưu hành, gấp khoảng 3 lần dân số trưởng thành. Có 145800 nghìn giao dịch được thực hiện bằng thẻ tín dụng nhưng chỉ có 34001 nghìn giao dịch được thực hiện bằng thẻ ghi nợ.

### Hungary
Ở Hungary thẻ ghi nợ phổ biến và phổ biến hơn nhiều so với thẻ tín dụng. Nhiều người Hungary thậm chí còn nhắc đến thẻ ghi nợ của họ ("betéti kártya") sử dụng nhầm từ dùng cho thẻ tín dụng ("hitelkártya"). Tuy nhiên, cụm từ được sử dụng phổ biến nhất chỉ đơn giản là thẻ ngân hàng ("bankkártya").

### Ấn Độ
Sau khi chính phủ hiện tại hạ giá vào tháng 12 năm 2016, đã có sự gia tăng các giao dịch không dùng tiền mặt, vì vậy ngày nay bạn có thể tìm thấy sự chấp nhận thẻ ở hầu hết các nơi. Thẻ ghi nợ chủ yếu được sử dụng cho các giao dịch ATM. RBI đã thông báo rằng các khoản phí không được chứng minh nên các giao dịch không có phí xử lý.  Gần một nửa số người dùng thẻ ghi nợ và thẻ tín dụng Ấn Độ sử dụng thẻ Rupay. Một số ngân hàng Ấn Độ phát hành thẻ ghi nợ Visa, mặc dù một số ngân hàng (như SBI và Citibank Ấn Độ) cũng phát hành thẻ Maestro. Các giao dịch thẻ ghi nợ được chuyển qua các mạng Rupay (hầu hết), mạng Visa hoặc MasterCard ở Ấn Độ và nước ngoài thay vì trực tiếp qua ngân hàng phát hành.
Các khoản thanh toán Công ty Cổ phần Quốc gia Ấn Độ (NPCI) đã đưa ra một thẻ mới có tên gọi RuPay.  Nó tương tự như NETS của Singapore và UnionPay của Trung Quốc đại lục.

### Indonesia
Các thương hiệu nước ngoài phát hành thẻ ghi nợ Indonesia bao gồm Visa, Maestro, MasterCard và MEPS. Trong nước sở hữu mạng lưới thẻ ghi nợ hoạt động tại Indonesia bao gồm Nợ BCA (và Prima đối tác mạng, Prima Debit) và Mandiri Debit.

### Iraq
Hai ngân hàng quốc doanh lớn nhất của Iraq là Ngân hàng Rafidain và Ngân hàng Rasheed cùng với Hệ thống thanh toán điện tử của Iraq (IEPS) đã thành lập một công ty có tên International Smart Card, nơi đã phát triển một thẻ tín dụng quốc gia có tên là ' Thẻ Qi ', mà họ đã phát hành kể từ năm 2008, theo trang web của công ty: 'sau chưa đầy hai năm kể từ lần đầu tiên ra mắt giải pháp thẻ Qi, chúng tôi đã đạt được 1,6 triệu chủ thẻ với khả năng phát hành 2 triệu thẻ vào cuối năm 2010, phát hành khoảng 100.000 thẻ hàng tháng là một minh chứng cho sự thành công to lớn của giải pháp thẻ Qi. Song song với điều này sẽ là việc mở rộng vào các cửa hàng bán lẻ thông qua mạng lưới các điểm bán hàng khoảng 30.000 đơn vị vào năm 2015 '.

### Ireland
Ngày nay, thẻ ghi nợ Ailen chỉ có Chip và PIN và gần như hoàn toàn Visa Debit. Chúng có thể được sử dụng ở bất cứ nơi nào có thể nhìn thấy logo Visa và theo cách tương tự như thẻ tín dụng. Ghi nợ MasterCard cũng được sử dụng bởi một số ít các tổ chức và hoạt động theo cách rất giống nhau.
Thẻ ghi nợ Ailen thường đa chức năng và kết hợp các phương tiện thẻ ATM. Các thẻ đôi khi cũng được sử dụng để xác thực các giao dịch cùng với đầu đọc thẻ để xác thực 2 yếu tố trên ngân hàng trực tuyến.
Phần lớn thẻ Debit Visa Ailen cũng được kích hoạt để thanh toán không tiếp xúc cho các giao dịch nhỏ, thường xuyên (với giá trị tối đa là € 15 hoặc € 30). Ba giao dịch không tiếp xúc liên tiếp được cho phép, sau đó, phần mềm thẻ sẽ từ chối giao dịch không tiếp xúc cho đến khi giao dịch Chip và PIN tiêu chuẩn được hoàn thành và bộ đếm đặt lại. Biện pháp này đã được đưa ra để giảm thiểu rủi ro của các tổ chức phát hành đối với các khoản phí gian lận.
Các thẻ thường được xử lý trực tuyến, nhưng một số thẻ cũng có thể được xử lý ngoại tuyến tùy thuộc vào các quy tắc được áp dụng bởi nhà phát hành thẻ.
Một số tổ chức phát hành thẻ cũng cung cấp tài khoản thẻ ghi nợ trả trước chủ yếu để sử dụng làm thẻ quà tặng / chứng từ hoặc để tăng thêm tính bảo mật và ẩn danh trực tuyến. Đây có thể là dùng một lần hoặc có thể tải lại và thường là nhãn hiệu Visa hoặc MasterCard.
Hệ thống trước đó (không còn tồn tại kể từ ngày 28 tháng 2 năm 2014):
Laser được các ngân hàng Ailen ra mắt vào năm 1996 như là một phần mở rộng của hệ thống thẻ bảo đảm ATM và Kiểm tra bảo hành đã tồn tại trong nhiều năm. Khi dịch vụ được thêm vào, có thể thực hiện thanh toán bằng thẻ đa chức năng kết hợp ATM, kiểm tra và thẻ ghi nợ và các thiết bị ATM quốc tế thông qua MasterCard Cirrus hoặc Visa Plus và đôi khi là hệ thống ATM của British Link. Chức năng của chúng tương tự như thẻ British Switch.
Hệ thống lần đầu tiên ra mắt dưới dạng thẻ quẹt & ký và có thể được sử dụng ở Ireland giống như thẻ tín dụng và là thiết bị đầu cuối thẻ tiêu chuẩn tương thích (trực tuyến hoặc ngoại tuyến, mặc dù chúng thường được xử lý trực tuyến). Chúng cũng có thể được sử dụng trong các giao dịch không có chủ thẻ qua điện thoại, qua thư hoặc trên internet hoặc để xử lý các khoản thanh toán định kỳ. Laser cũng cung cấp các cơ sở 'hoàn lại tiền' nơi khách hàng có thể yêu cầu các nhà bán lẻ (nơi được cung cấp) cho một lượng tiền mặt cùng với giao dịch của họ. Dịch vụ này cho phép các nhà bán lẻ giảm khối lượng tiền mặt trong các máy tính và cho phép người tiêu dùng tránh phải sử dụng ATM. Laser đã áp dụng bảo mật EMV 'Chip và PIN' vào năm 2002 chung với các thẻ tín dụng và thẻ ghi nợ khác trên khắp châu Âu. Vào năm 2005, một số ngân hàng đã cấp cho khách hàng thẻ Lasers được đồng thương hiệu với Maestro.
Kể từ năm 2006, các ngân hàng Ailen đã dần thay thế Laser bằng các chương trình quốc tế, chủ yếu là Visa Debit và đến ngày 28 tháng 2 năm 2014, hệ thống Thẻ Laser đã bị rút hoàn toàn và không còn được các nhà bán lẻ chấp nhận.

### Ý
Thẻ ghi nợ khá phổ biến ở Ý. Có cả thẻ cổ điển và trả trước. Thẻ ghi nợ cổ điển chính ở Ý là Bancomat / PagoBancomat: loại thẻ này được phát hành bởi các ngân hàng Ý. Bancomat là thương hiệu thương mại cho mạch rút tiền mặt, trong khi PagoBancomat được sử dụng cho các giao dịch POS. Không giống như các quốc gia châu Âu khác như Vương quốc Anh, chỉ có một số ngân hàng Ý phát hành thẻ ghi nợ Visa / MasterCard (như Intesa Sanpaolo Thẻ tiếp theo). Mạch ghi nợ quốc tế chính được các ngân hàng Ý sử dụng là Maestro của Mastercard: vì lý do này, hầu hết mọi thẻ ghi nợ được phát hành ở Ý đều có cả logo PagoBancomat và Maestro, với Bancomat / PagoBancomat được sử dụng ở Ý và mạch Maestro khi ở nước ngoài. Đôi khi, thay vì sử dụng mạch Maestro, thẻ ghi nợ Bancomat / PagoBancomat được phát hành cùng với logo V-Pay hoặc Visa Electron hoặc đôi khi có chức năng thẻ tín dụng (để bạn có thẻ chế độ kép). Trong trường hợp cuối cùng này, chỉ cho phép chế độ thẻ tín dụng cho các giao dịch nước ngoài / Internet, trong khi chế độ thẻ ghi nợ chỉ được sử dụng ở Ý. Thẻ ghi nợ trả trước phổ biến nhất là "Postepay". Nó được phát hành bởi Poste italiane SpA và thường chạy trên mạch Visa Electron, nhưng có một số phiên bản chạy trên MasterCard. Nó có thể được sử dụng trên các máy ATM của Poste Italiane (Postamat) và trên các máy ATM ngân hàng tương thích điện tử của Visa trên toàn thế giới. Nó không mất phí khi được sử dụng trên Internet và trong các giao dịch dựa trên POS. Các thẻ khác được phát hành bởi các công ty khác, chẳng hạn như Vodafone CashCard, Banca Popolare di Milano's Carta Jeans và Carta Moneta Online.

### Nhật Bản
Ở Nhật Bản, mọi người thường sử dụng thẻ tiền mặt của họ (キ ャ ッ シ ュ カky, kyasshu kādo), ban đầu chỉ nhằm mục đích sử dụng với máy rút tiền, làm thẻ ghi nợ. Chức năng ghi nợ của các thẻ này thường được gọi là J-Debit (ジ ェ イ デ ビ, Jeidebitto) và chỉ có thể sử dụng thẻ tiền mặt từ một số ngân hàng nhất định. Thẻ tiền mặt có cùng kích thước với thẻ Visa / MasterCard. Khi nhận dạng, người dùng sẽ phải nhập mã PIN gồm bốn chữ số khi thanh toán. J-Debit đã được bắt đầu tại Nhật Bản vào ngày 6 tháng 3 năm 2000. Tuy nhiên, J-Debit đã không còn phổ biến kể từ đó.
Ngân hàng Suruga bắt đầu dịch vụ Ghi nợ Visa đầu tiên của Nhật Bản vào năm 2006. Ngân hàng Rakuten, chính thức được gọi là Ebank, cung cấp thẻ ghi nợ Visa.
Resona Bank và The Bank of Tokyo- ngân hàng Mitsubishi UFJ cũng cung cấp thẻ ghi nợ mang nhãn hiệu Visa.

### Malaysia
Ở Malaysia, mạng lưới thẻ ghi nợ địa phương được điều hành bởi Tập đoàn thanh toán bù trừ điện tử Malaysia (MyClear), đã tiếp quản chương trình từ MEPS năm 2008. Tên mới của thẻ ghi nợ địa phương ở Malaysia là MyDebit, trước đây được biết đến với tên gọi thẻ ngân hàng hoặc ghi nợ điện tử. Thẻ ghi nợ ở Malaysia hiện được phát hành trên cơ sở kết hợp trong đó thẻ có cả ứng dụng thanh toán thẻ ghi nợ địa phương cũng như có chương trình quốc tế (Visa hoặc MasterCard). Tất cả các thẻ kết hợp MyDebit mới được phát hành với Visa hoặc MasterCard đều có tính năng thanh toán không tiếp xúc. Thẻ tương tự cũng hoạt động như thẻ ATM để rút tiền mặt.

### Hà Lan
Ở Hà Lan, sử dụng EFTPOS được gọi là pinnen (ghim), một thuật ngữ bắt nguồn từ việc sử dụng số nhận dạng cá nhân (PIN). PIN cũng được sử dụng cho các giao dịch ATM và thuật ngữ này được nhiều người sử dụng thay thế cho nhau, mặc dù nó được giới thiệu như một thương hiệu tiếp thị cho EFTPOS. Hệ thống được ra mắt vào năm 1987 và năm 2010 có tới 258.585 thiết bị đầu cuối trên cả nước, bao gồm cả thiết bị đầu cuối di động được sử dụng bởi các dịch vụ giao hàng và trên thị trường. Tất cả các ngân hàng cung cấp một thẻ ghi nợ phù hợp cho EFTPOS với các tài khoản hiện tại.
Giao dịch mã PIN thường miễn phí cho khách hàng, nhưng nhà bán lẻ được tính phí trên mỗi giao dịch và phí hàng tháng. Equens, một hiệp hội với tất cả các ngân hàng lớn là thành viên của nó, điều hành hệ thống và cho đến tháng 8 năm 2005 cũng tính phí cho nó. Phản ứng với các cáo buộc lạm dụng độc quyền, nó đã trao trách nhiệm hợp đồng cho các ngân hàng thành viên của mình thông qua những người hiện cung cấp các hợp đồng cạnh tranh. Hệ thống này được tổ chức thông qua một hiệp hội ngân hàng đặc biệt Currence được thành lập đặc biệt để phối hợp truy cập vào các hệ thống thanh toán ở Hà Lan. Interpay, tiền thân hợp pháp của Equens, đã bị phạt 47 triệu euro trong năm 2004, nhưng tiền phạt sau đó đã bị giảm và khoản tiền phạt liên quan cho các ngân hàng đã giảm từ 17 triệu euro xuống còn 14 triệu euro. Phí mỗi giao dịch là từ 5-10 euro, tùy thuộc vào khối lượng.
Việc sử dụng thẻ tín dụng ở Hà Lan rất thấp và hầu hết các thẻ tín dụng không thể được sử dụng với EFTPOS hoặc tính phí rất cao cho khách hàng. Thẻ ghi nợ thường có thể, mặc dù không phải lúc nào cũng được sử dụng trong toàn bộ EU cho EFTPOS. Hầu hết các thẻ ghi nợ là thẻ Mastercard Maestro. Thẻ V Pay của Visa cũng được chấp nhận tại hầu hết các địa điểm. Năm 2011, tiền chi tiêu bằng thẻ ghi nợ đã tăng lên 83 tỷ euro trong khi chi tiêu bằng tiền mặt giảm xuống 51 tỷ euro và chi tiêu bằng thẻ tín dụng tăng lên 5 tỷ.
Thẻ ví điện tử (được gọi là Chipknip) được giới thiệu vào năm 1996, nhưng chưa bao giờ trở nên rất phổ biến. Hệ thống này đã bị bãi bỏ vào cuối năm 2014.

### New Zealand
EFTPOS (chuyển tiền điện tử tại điểm bán) ở New Zealand rất phổ biến. Trong năm 2006, 70 phần trăm của tất cả các giao dịch bán lẻ được thực hiện bởi Eftpose, với trung bình 306 giao dịch Eftpose được thực hiện cho mỗi người. Đồng thời, có 125.000 thiết bị đầu cuối Eftpose đang hoạt động (cứ 30 người thì có một người và 5,1 triệu thẻ Eftpose đang lưu hành (1,27 trên đầu người).
Hệ thống liên quan đến việc người bán quẹt (hoặc chèn) thẻ của khách hàng và nhập số tiền mua. Các hệ thống điểm bán hàng có tích hợp EFTPOS thường gửi tổng số mua đến thiết bị đầu cuối và khách hàng tự quẹt thẻ. Sau đó, khách hàng chọn tài khoản họ muốn sử dụng: Hiện tại / Kiểm tra (CHQ), Tiết kiệm (SAV) hoặc Thẻ tín dụng (CRD), trước khi nhập mã PIN. Sau một thời gian xử lý ngắn trong đó thiết bị đầu cuối liên lạc với mạng EFTPOS và ngân hàng, giao dịch được phê duyệt (hoặc từ chối) và biên lai được in. Hệ thống EFTPOS cũng được sử dụng cho thẻ tín dụng, với một khách hàng chọn Thẻ tín dụng và nhập mã PIN của họ hoặc cho thẻ tín dụng cũ không được nạp mã PIN, nhấn OK và ký nhận hóa đơn của họ thông qua chữ ký trùng khớp. Đã sửa lỗi thiết bị đầu cuối EFTPOS ngày hôm nayKết nối giao thức internet để liên hệ với mạng EFTPOS, nhưng một số doanh nghiệp sử dụng mạng điện thoại chuyển mạch công cộng, qua đường dây điện thoại chuyên dụng hoặc chia sẻ đường dây thoại của thương gia (đặc biệt là trong các doanh nghiệp nhỏ hơn).
Hầu như tất cả các cửa hàng bán lẻ đều có các cơ sở của EFTPOS, đến nỗi các nhà bán lẻ không có EFTPOS phải quảng cáo như vậy. Ngoài ra, ngày càng có nhiều nhà khai thác di động, chẳng hạn như taxi, chủ gian hàng và người giao bánh pizza có hệ thống EFTPOS di động. Hệ thống này được tạo thành từ hai mạng chính: EFTPOS NZ, thuộc sở hữu của VeriFone  và Paymark Limited (trước đây là Electronic Trading Services Limited), thuộc sở hữu của Ngân hàng ANZ New Zealand, ASB Bank, Westpac và Bank of New Zealand. Hai mạng được đan xen và rất tinh vi và an toàn, có thể xử lý khối lượng giao dịch khổng lồ trong thời gian bận rộn như trước ngày Giáng sinh: vào ngày 24 tháng 12 năm 2012, chỉ riêng mạng Paymark đã ghi nhận trung bình 132 giao dịch mỗi giây trong khoảng thời gian từ 12: 00 và 13:00.  Lỗi mạng là rất hiếm, nhưng khi chúng xảy ra, chúng gây ra sự gián đoạn lớn, dẫn đến sự chậm trễ lớn và mất thu nhập cho các doanh nghiệp.
Tùy thuộc vào ngân hàng của người dùng, một khoản phí có thể được tính cho việc sử dụng EFTPOS. Hầu hết các tài khoản thanh thiếu niên (độ tuổi tối thiểu để nhận thẻ Eftpose từ hầu hết các ngân hàng ở New Zealand là 13 tuổi) và ngày càng nhiều 'tài khoản giao dịch điện tử' không thu phí đối với các giao dịch điện tử, có nghĩa là việc sử dụng Eftpose của các thế hệ trẻ đã trở thành phổ biến và sau đó sử dụng tiền mặt đã trở nên hiếm. Thông thường, thương nhân không trả phí cho các giao dịch, hầu hết chỉ phải trả tiền thuê thiết bị.
Một trong những nhược điểm của hệ thống EFTPOS được thiết lập tốt của New Zealand là nó không tương thích với các hệ thống ở nước ngoài và mua hàng trực tiếp. Để đáp ứng điều này, nhiều ngân hàng từ năm 2005 đã giới thiệu các thẻ ghi nợ quốc tế như Maestro và Visa Debit hoạt động trực tuyến và ở nước ngoài cũng như trên hệ thống EFTPOS của New Zealand.

### Philippines
Tại Philippines, cả ba tập đoàn mạng ATM quốc gia đều cung cấp ghi nợ PIN độc quyền. Điều này lần đầu tiên được cung cấp bởi Hệ thống thanh toán nhanh vào năm 1987, sau đó là Megalink với Paylink vào năm 1993 sau đó là BancNet với Điểm bán hàng năm 1994.
Hệ thống thanh toán nhanh hay EPS là nhà cung cấp tiên phong, đã ra mắt dịch vụ vào năm 1987 thay mặt cho Ngân hàng Quần đảo Philippine. Dịch vụ EPS sau đó đã được gia hạn vào cuối năm 2005 để bao gồm các thành viên Expressnet khác: Banco de Oro và Land Bank of Philippines. Họ hiện đang vận hành 10.000 thiết bị đầu cuối cho chủ thẻ của họ.
Megalink đã ra mắt hệ thống Paylink EFTPOS vào năm 1993. Dịch vụ đầu cuối được cung cấp bởi Mạng thẻ công bằng thay mặt cho tập đoàn. Dịch vụ có sẵn trong 2.000 thiết bị đầu cuối, chủ yếu ở Metro Manila.
BancNet đã giới thiệu hệ thống điểm bán hàng của họ vào năm 1994 như là dịch vụ EFTPOS do tập đoàn đầu tiên vận hành ở nước này. Dịch vụ này hiện có sẵn tại hơn 1.400 địa điểm trên khắp Philippines, bao gồm các đô thị hạng hai và hạng ba. Năm 2005, BancNet đã ký Biên bản ghi nhớ để đóng vai trò là cửa ngõ địa phương cho China UnionPay, công tắc ATM duy nhất tại Cộng hòa Nhân dân Trung Hoa. Điều này sẽ cho phép các chủ thẻ ATM Trung Quốc ước tính 1,0 tỷ sử dụng các máy ATM BancNet và EFTPOS trong tất cả các thương nhân tham gia.
Thẻ ghi nợ Visa được cấp bởi Union Bank của Philippines (e-Wallet & eon), Chinatrust, Ngân hàng tiết kiệm Equicom (thẻ chìa khóa & Cash Card), Banco De Oro, HSBC, Ngân hàng tiết kiệm ngân hàng HSBC, Sterling Bank of Asia (Visa ShopNPay trả trước và thẻ ghi nợ) & Ngân hàng EastWest. Thẻ Union Bank of Philippines, Thẻ ghi nợ Visa EastWest, Ngân hàng tiết kiệm Equicom và thẻ EMV của Ngân hàng Châu Á cũng có thể được sử dụng để mua hàng qua internet. Ngân hàng Sterling châu Á đã phát hành dòng thẻ Visa trả trước và ghi nợ đầu tiên với chip EMV.
Thẻ ghi nợ MasterCard được phát hành bởi Banco de Oro, Ngân hàng bảo mật (Cashlink & Thẻ rút tiền) & Truyền thông thông minh (Tiền thông minh) gắn liền với Banco De Oro. Thẻ điện tử MasterCard được phát hành bởi BPI (Express Cash) và Security Bank (CashLink Plus).
Ban đầu, tất cả các thẻ ghi nợ dựa trên Visa và MasterCard ở Philippines đều không được dập nổi và được đánh dấu là "Chỉ sử dụng điện tử" (Visa / MasterCard) hoặc "Chỉ hợp lệ khi MasterCard Electronic được chấp nhận" (MasterCard Electronic). Tuy nhiên, Ngân hàng EastWest bắt đầu cung cấp Thẻ Visa Debit dập nổi mà không có dấu "Chỉ sử dụng điện tử". Paypass Debit MasterCard từ các ngân hàng khác cũng có nhãn nổi mà không có dấu "Chỉ sử dụng điện tử". Không giống như thẻ tín dụng do một số ngân hàng phát hành, các thẻ ghi nợ mang nhãn hiệu Visa và MasterCard này không có chip EMV, do đó chúng chỉ có thể được đọc bởi các máy thông qua thao tác vuốt.
Đến ngày 21 tháng 3 năm 2016, BDO đã bắt đầu phát hành bộ Debit MasterCards có chip EMV và là ngân hàng đầu tiên của Philippines có nó.  Đây là phản hồi cho giám sát của BSP về tiến trình thay đổi EMV ở quốc gia này.  Vào năm 2017, tất cả các Thẻ ghi nợ trong nước nên có chip EMV trên đó.

### Ba Lan
Ở Ba Lan, hệ thống thanh toán điện tử đầu tiên được vận hành bởi Orbis, sau này được đổi thành PolCard vào năm 1991 (cũng đã phát hành thẻ riêng) và sau đó hệ thống đó đã được First Data Ba Lan SA mua. Vào giữa những năm 1990, các thương hiệu quốc tế như Visa, MasterCard và Visa Electron hay Maestro chưa được giới thiệu đã được giới thiệu.
Visa Electron và Maestro hoạt động như một thẻ ghi nợ tiêu chuẩn: các giao dịch được ghi nợ ngay lập tức, mặc dù có thể xảy ra trong một số trường hợp giao dịch được xử lý với một số chậm trễ (giờ, tối đa một ngày). Những thẻ này không có các tùy chọn mà thẻ tín dụng có.
Vào cuối những năm 2000, thẻ không tiếp xúc bắt đầu được giới thiệu. Công nghệ đầu tiên được sử dụng là MasterCard PayPass, sau đó được tham gia bởi payWave của Visa. Phương thức thanh toán này hiện đang phổ biến và được chấp nhận ở hầu hết mọi nơi. Trong sử dụng hàng ngày phương thức thanh toán này luôn được gọi là Paypass. Hầu như tất cả các doanh nghiệp và cửa hàng ở Ba Lan chấp nhận thẻ ghi nợ và thẻ tín dụng.
Vào giữa những năm 2010, các ngân hàng Ba Lan đã bắt đầu thay thế các thẻ chưa được xử lý bằng các thẻ điện tử được dập nổi như Debit MasterCard và Visa Debit, cho phép khách hàng sở hữu một thẻ có tất cả các phẩm chất của thẻ tín dụng (vì thẻ tín dụng không phổ biến ở Ba Lan).
Cũng có một số ngân hàng không sở hữu hệ thống nhận dạng để cho phép khách hàng đặt mua thẻ ghi nợ trực tuyến.

### Bồ Đào Nha
Ở Bồ Đào Nha, thẻ ghi nợ được chấp nhận ở hầu hết mọi nơi: ATM, cửa hàng, v.v. Các loại thẻ được chấp nhận phổ biến nhất là Visa và MasterCard, hoặc Visa Electron hoặc Maestro chưa được cấp phép. Về thẻ thanh toán Internet, thẻ ghi nợ không thể được sử dụng để chuyển khoản, do tính không an toàn của nó, vì vậy các ngân hàng khuyên bạn nên sử dụng 'MBnet', một hệ thống an toàn được đăng ký trước tạo ra thẻ ảo có giới hạn tín dụng được chọn trước. Tất cả hệ thống thẻ được quy định bởi SIBS, tổ chức được tạo bởi các ngân hàng Bồ Đào Nha để quản lý tất cả các quy định và quy trình giao tiếp cung cấp [ kiểm tra chính tả ]. Các cổ đông của SIBS là tất cả 27 ngân hàng hoạt động tại Bồ Đào Nha.

### Nga
Ngoài Visa, MasterCard và American Express, có một số hệ thống thanh toán địa phương nói chung dựa trên công nghệ thẻ thông minh.
- Sbercard. Hệ thống thanh toán này được Sberbank tạo ra vào khoảng năm 1995101996. Nó sử dụng công nghệ thẻ thông minh BGS Smartcard Systems AG, đó là DUET. Sberbank là một ngân hàng bán lẻ duy nhất tại Liên Xô trước năm 1990. Thực tế đây là một hệ thống thanh toán của SberBank.
- Zolotaya Korona. Thương hiệu thẻ này được tạo ra vào năm 1994. Zolotaya Korona dựa trên công nghệ CFT.
- Thẻ STB. Thẻ này sử dụng công nghệ sọc từ tính cổ điển. Nó gần như sụp đổ hoàn toàn sau năm 1998 (khủng hoảng GKO) với sự thất bại của ngân hàng STB.
- Thẻ công đoàn. Thẻ cũng sử dụng công nghệ sọc từ tính cổ điển. Thương hiệu thẻ này đang suy giảm. Các tài khoản này đang được cấp lại dưới dạng tài khoản Visa hoặc MasterCard.

Gần như mọi giao dịch, bất kể thương hiệu hay hệ thống, được xử lý như một giao dịch ghi nợ ngay lập tức. Các giao dịch không ghi nợ trong các hệ thống này có giới hạn chi tiêu bị giới hạn nghiêm ngặt khi so sánh với các tài khoản Visa hoặc MasterCard thông thường.

### Ả Rập Saudi
Tại Ả Rập Saudi, tất cả các giao dịch thẻ ghi nợ được chuyển qua Mạng thanh toán Saudi (SPAN), hệ thống thanh toán điện tử duy nhất ở Vương quốc và tất cả các ngân hàng được Cơ quan tiền tệ Ả Rập Saudi (SAMA) yêu cầu phát hành thẻ tương thích hoàn toàn với mạng. Nó kết nối tất cả các thiết bị đầu cuối điểm bán hàng (POS) trên toàn quốc với một công tắc thanh toán trung tâm, từ đó định tuyến lại các giao dịch tài chính cho nhà phát hành thẻ, ngân hàng địa phương, Visa, Amex hoặc MasterCard.
Cũng như việc sử dụng cho thẻ ghi nợ, mạng cũng được sử dụng cho các giao dịch ATM và thẻ tín dụng.

### Singapore
Dịch vụ ghi nợ của Singapore được quản lý bởi Mạng chuyển tiền điện tử (NETS), được thành lập bởi các ngân hàng và cổ đông hàng đầu của Singapore là DBS, Keppel Bank, OCBC và các cộng sự của nó, OUB, IBS, POSB, Tat Lee Bank và UOB vào năm 1985 do kết quả của cần một nhà điều hành thanh toán điện tử tập trung.
Tuy nhiên, do tái cấu trúc và sáp nhập ngân hàng, các ngân hàng địa phương còn lại là UOB, OCBC, DBS-POSB với tư cách là cổ đông của NETS với Standard Chartered Bank để cung cấp NETS cho khách hàng của họ. Tuy nhiên, khách hàng của DBS và POSB có thể tự sử dụng ATM mạng của họ và không được chia sẻ với UOB, OCBC hoặc SCB (StanChart). Thất bại lớn vào ngày 5 tháng 7 năm 2010 của Mạng ATM POSB-DBS (khoảng 97.000 máy) đã khiến chính phủ phải suy nghĩ lại về hệ thống ATM được chia sẻ một lần nữa vì nó cũng ảnh hưởng đến hệ thống NETS.
Năm 2010, phù hợp với hệ thống EMV bắt buộc, Ngân hàng Địa phương Singapore bắt đầu phát hành lại thẻ ghi nợ mang nhãn hiệu Debit Visa / MasterCard bằng thẻ EMV Chip để thay thế hệ thống sọc từ tính. Các ngân hàng có liên quan bao gồm các Thành viên NETS của POSB-DBS, UOB-OCBC-SCB cùng với liên minh SharedATM (NON-NETS) của HSBC, Citibank, Ngân hàng Nhà nước Ấn Độ và Maybank. Ngân hàng Standard Chartered (SCB) cũng là thành viên của liên minh SharedATM. Thẻ ATM không nhãn hiệu của POSB và Maybank được giữ mà không có chip nhưng có dấu Plus hoặc Maestro có thể được sử dụng để rút tiền mặt trong nước hoặc nước ngoài.
Thẻ ghi nợ Maybank có thể được sử dụng ở Malaysia giống như thẻ ATM hoặc thẻ ghi nợ thông thường.
Singapore cũng sử dụng các hệ thống ví điện tử của NETS CASHCARD và hệ thống sóng CEPAS của EZ-Link và NETS.

### Đài Loan
Hầu hết các ngân hàng phát hành thẻ ghi nợ thương hiệu lớn có thể được sử dụng trên phạm vi quốc tế như Visa, MasterCard và JCB, thường có chức năng không tiếp xúc. Thanh toán tại các cửa hàng truyền thống thường yêu cầu chữ ký ngoại trừ thanh toán không tiếp xúc.
Một hệ thống ghi nợ cục bộ riêng biệt, được gọi là Smart Pay, có thể được sử dụng bởi phần lớn thẻ ghi nợ và thẻ ATM, thậm chí là thẻ thương hiệu lớn. Hệ thống này chỉ có sẵn ở Đài Loan và một vài địa điểm tại Nhật Bản kể từ năm 2016. Thanh toán không tiếp xúc yêu cầu mã PIN thay vì chữ ký. Thẻ từ một số ngân hàng hỗ trợ thanh toán không tiếp xúc với Smart Pay.

### UAE
Thẻ ghi nợ được chấp nhận rộng rãi từ các tổ chức phát hành thẻ ghi nợ khác nhau, bao gồm cả công ty con địa phương Network International của Emirates Bank.

### Vương quốc Anh
Trong thẻ ghi nợ của Vương quốc Anh (một hệ thống EFTPOS tích hợp) là một phần được thiết lập của thị trường bán lẻ và được chấp nhận rộng rãi cả bởi các cửa hàng gạch và vữa và bởi các cửa hàng internet. Thuật ngữ EFTPOS không được sử dụng rộng rãi bởi công chúng; thẻ ghi nợ là thuật ngữ chung được sử dụng. Thẻ ghi nợ được phát hành chủ yếu là Visa Debit, với Debit MasterCard ngày càng trở nên phổ biến. Maestro, Visa Electron và UnionPay cũng đang được lưu hành Các ngân hàng không tính phí khách hàng đối với các giao dịch EFTPOS ở Anh, nhưng một số nhà bán lẻ đã sử dụng để thực hiện các khoản phí nhỏ, đặc biệt khi số tiền giao dịch được đề cập là nhỏ. Tuy nhiên, Chính phủ Anh đã đưa ra luật pháp vào ngày 13 tháng 1 năm 2018 cấm tất cả các khoản phụ phí cho thanh toán thẻ, bao gồm cả các khoản thanh toán trực tuyến và thông qua các dịch vụ như PayPal .  Vương quốc Anh đã chuyển đổi tất cả các thẻ ghi nợ đang lưu hành sang Chip và PIN (ngoại trừ thẻ Chip và Chữ ký được cấp cho những người khuyết tật nhất định và thẻ trả trước không thể nạp lại), dựa trên EMV tiêu chuẩn, để tăng bảo mật giao dịch; tuy nhiên, không cần có mã PIN cho các giao dịch Internet (mặc dù một số ngân hàng sử dụng các biện pháp bảo mật bổ sung cho các giao dịch trực tuyến như Được xác minh bằng Visa và Mã bảo mật MasterCard), cũng như cho hầu hết các giao dịch không tiếp xúc.
Tại Vương quốc Anh, các ngân hàng bắt đầu phát hành thẻ ghi nợ vào giữa những năm 1980 nhằm giảm số lượng séc được sử dụng tại điểm bán, gây tốn kém cho các ngân hàng xử lý; ngân hàng đầu tiên làm như vậy là Barclays với thẻ Barclays Connect. Như ở hầu hết các quốc gia, phí được trả bởi các thương nhân ở Vương quốc Anh để chấp nhận thẻ tín dụng là một tỷ lệ phần trăm của số tiền giao dịch, tài trợ cho các kỳ hạn tín dụng miễn lãi của chủ thẻ cũng như các chương trình khuyến khích như điểm hoặc hoàn lại tiền. Đối với thẻ tín dụng tiêu dùng được phát hành trong EEA, phí trao đổi được giới hạn ở mức 0,3%, với mức tối đa 0,2% cho thẻ ghi nợ, mặc dù người mua có thể tính phí thương gia cao hơn. Hầu hết các thẻ ghi nợ ở Anh thiếu các lợi thế dành cho chủ thẻ tín dụng do Vương quốc Anh phát hành, chẳng hạn như ưu đãi miễn phí (điểm, hoàn tiền, v.v. (thẻ ghi nợ của Ngân hàng Tesco là một ngoại lệ), tín dụng miễn lãi và bảo vệ chống lại các thương nhân vỡ nợ theo Mục 75 của Đạo luật tín dụng tiêu dùng 1974. Hầu như tất cả các cơ sở ở Vương quốc Anh chấp nhận thẻ tín dụng cũng chấp nhận thẻ ghi nợ. Một số thương nhân, vì lý do chi phí, chấp nhận thẻ ghi nợ chứ không phải thẻ tín dụng và một số nhà bán lẻ nhỏ hơn chỉ chấp nhận thanh toán thẻ cho các giao dịch mua trên một giá trị nhất định, thường là £ 5 hoặc £ 10.

### Hoa Kỳ
Ở Mỹ, EFTPOS được gọi chung là ghi nợ. Công ty thẻ ghi nợ trả trước lớn nhất là Green Dot Corporation, theo vốn hóa thị trường. Các mạng liên ngân hàng tương tự vận hành mạng ATM cũng vận hành mạng POS. Hầu hết các mạng liên ngân hàng, như Pulse, NYCE, MAC, Tyme, SHAZAM, STAR, v.v., là khu vực và không trùng lặp, tuy nhiên, hầu hết các mạng ATM / POS có thỏa thuận chấp nhận thẻ của nhau. Điều này có nghĩa là thẻ được phát hành bởi một mạng thường sẽ hoạt động ở bất cứ nơi nào họ chấp nhận thẻ ATM / POS để thanh toán. Ví dụ: thẻ NYCE sẽ hoạt động tại thiết bị đầu cuối Pulse POS hoặc ATM và ngược lại. Thẻ ghi nợ ở Hoa Kỳ thường được phát hành với logo Visa, MasterCard, Discover  hoặc American Express  cho phép sử dụng các mạng dựa trên chữ ký của họ.
Luật pháp Liên bang Hoa Kỳ quy định trách nhiệm của người sử dụng thẻ ghi nợ Hoa Kỳ trong trường hợp mất mát hoặc trộm cắp ở mức 50 đô la Mỹ nếu mất mát hoặc mất cắp được báo cáo cho ngân hàng phát hành trong hai ngày làm việc sau khi khách hàng thông báo mất mát.  Tuy nhiên, hầu hết các ngân hàng sẽ đặt giới hạn này thành 0 đô la cho thẻ ghi nợ được phát hành cho khách hàng của họ được liên kết với tài khoản tiết kiệm hoặc kiểm tra của họ. [ cần dẫn nguồn ] Không giống như thẻ tín dụng, mất mát hoặc trộm cắp được báo cáo hơn hai ngày làm việc sau khi bị phát hiện được giới hạn ở mức 500 đô la (so với 50 đô la cho thẻ tín dụng) và nếu được báo cáo hơn 60 ngày theo lịch sau khi tuyên bố được gửi tất cả tiền trong tài khoản có thể bị mất.
Các khoản phí được tính cho các thương nhân khi mua ghi nợ ngoại tuyến so với việc thiếu phí cho các thương nhân để xử lý mua hàng ghi nợ trực tuyến và kiểm tra giấy đã khiến một số thương gia lớn ở Mỹ nộp đơn kiện các bộ xử lý giao dịch thẻ ghi nợ, như Visa và MasterCard. Năm 2003, Visa và MasterCard đã đồng ý giải quyết vụ kiện lớn nhất trong số các vụ kiện này với giá trị tương ứng là 2 tỷ đô la và 1 tỷ đô la.
Một số người tiêu dùng thích giao dịch "tín dụng" vì thiếu phí cho người tiêu dùng / người mua. Một vài thẻ ghi nợ ở Mỹ cung cấp phần thưởng cho việc sử dụng "tín dụng". Tuy nhiên, do các giao dịch "tín dụng" có chi phí cao hơn cho các thương nhân, nhiều thiết bị đầu cuối tại các địa điểm giao dịch chấp nhận mã PIN hiện khiến chức năng "tín dụng" khó truy cập hơn. Ví dụ: nếu bạn quẹt thẻ ghi nợ tại Wal-Mart hoặc Ross ở Hoa Kỳ, bạn sẽ thấy ngay màn hình PIN để ghi nợ trực tuyến. Để sử dụng ghi nợ ngoại tuyến, bạn phải nhấn "hủy" để thoát màn hình PIN, sau đó nhấn "tín dụng" trên màn hình tiếp theo. [ cần dẫn nguồn ]
Theo kết quả của Đạo luật Cải cách và Bảo vệ Người tiêu dùng của Phố Dodd, Frank, giờ đây các thương nhân Hoa Kỳ có thể đặt số tiền mua tối thiểu cho các giao dịch thẻ tín dụng, miễn là không vượt quá 10 đô la.

#### Thẻ ghi nợ FSA, HRA và HSA
Tại Hoa Kỳ, thẻ ghi nợ FSA chỉ cho phép chi phí y tế. Nó được một số ngân hàng sử dụng để rút tiền từ các FSA, tài khoản tiết kiệm y tế (MSA) và tài khoản tiết kiệm sức khỏe (HSA) của họ. Chúng có logo Visa hoặc MasterCard, nhưng không thể được sử dụng làm "thẻ ghi nợ", chỉ như "thẻ tín dụng". Hơn nữa, chúng không được chấp nhận bởi tất cả các thương nhân chấp nhận thẻ ghi nợ và thẻ tín dụng, mà chỉ bởi những người chấp nhận cụ thể thẻ ghi nợ FSA. Mã thương gia và mã sản phẩm được sử dụng tại điểm bán (theo yêu cầu của pháp luật đối với một số thương nhân ở một số tiểu bang ở Hoa Kỳ) để hạn chế doanh số nếu họ không đủ điều kiện. [ cần dẫn nguồn ]Do việc kiểm tra và ghi chép thêm diễn ra, sau đó, tuyên bố có thể được sử dụng để chứng minh các giao dịch mua này để khấu trừ thuế. Trong trường hợp không thường xuyên bị từ chối mua hàng đủ điều kiện, một hình thức thanh toán khác phải được sử dụng (séc hoặc thanh toán từ tài khoản khác và yêu cầu hoàn trả sau). Trong trường hợp nhiều khả năng các mặt hàng không đủ điều kiện được chấp nhận, người tiêu dùng vẫn có trách nhiệm về mặt kỹ thuật và sự khác biệt có thể được tiết lộ trong quá trình kiểm toán. Một phân khúc nhỏ nhưng đang phát triển của ngành kinh doanh thẻ ghi nợ ở Mỹ bao gồm quyền truy cập vào các tài khoản chi tiêu được ưu đãi về thuế như FSA, HRA và HSA. Hầu hết các thẻ ghi nợ này là dành cho chi phí y tế, mặc dù một số ít cũng được phát hành cho chi phí chăm sóc và vận chuyển phụ thuộc.
Theo truyền thống, các FSA (tài khoản cũ nhất trong số các tài khoản này) chỉ được truy cập thông qua các yêu cầu hoàn trả sau khi phát sinh và thường thanh toán, một khoản chi phí tự trả; điều này thường xảy ra sau khi tiền đã được khấu trừ từ tiền lương của nhân viên. (Các FSA thường được tài trợ bằng cách khấu trừ tiền lương.) Phương pháp duy nhất được Dịch vụ Doanh thu Nội bộ cho phép (IRS) để tránh "nhúng đôi" cho các FSA và HRA y tế thông qua báo cáo chính xác và có thể kiểm tra được trên tờ khai thuế. Các tuyên bố trên thẻ ghi nợ có nội dung "chỉ sử dụng cho mục đích y tế" không hợp lệ vì một số lý do: (1) Người bán và ngân hàng phát hành không có cách nào nhanh chóng xác định liệu toàn bộ giao dịch có đủ điều kiện cho loại lợi ích thuế của khách hàng hay không; (2) khách hàng cũng không có cách nào nhanh chóng để biết; thường có mua hàng hỗn hợp bởi sự cần thiết hoặc thuận tiện; và có thể dễ dàng phạm sai lầm; (3) các điều khoản hợp đồng bổ sung giữa khách hàng và ngân hàng phát hành sẽ chuyển sang các tiêu chuẩn xử lý thanh toán, tạo thêm sự nhầm lẫn (ví dụ: nếu khách hàng bị phạt vì vô tình mua một mặt hàng không đủ điều kiện, nó sẽ làm giảm lợi thế tiết kiệm tiềm năng của tài khoản). Vì thế, sử dụng thẻ dành riêng cho việc mua hàng đủ điều kiện có thể thuận tiện cho khách hàng, nhưng nó không liên quan gì đến việc thẻ thực sự có thể được sử dụng như thế nào. Ví dụ, nếu ngân hàng từ chối giao dịch, vì nó không ở cửa hàng thuốc được công nhận, thì nó sẽ gây hại và nhầm lẫn cho chủ thẻ. Tại Hoa Kỳ, không phải tất cả các cửa hàng cung cấp dịch vụ y tế hoặc cung cấp đều có khả năng cung cấp thông tin chính xác để nhà phát hành thẻ ghi nợ FSA có thể tôn trọng mọi giao dịch - nếu bị từ chối hoặc tài liệu không đủ để đáp ứng các quy định, chủ thẻ có thể phải gửi bằng tay theo mẫu.. sau đó nó sẽ gây hại và nhầm lẫn cho chủ thẻ. Tại Hoa Kỳ, không phải tất cả các cửa hàng cung cấp dịch vụ y tế hoặc cung cấp đều có khả năng cung cấp thông tin chính xác để nhà phát hành thẻ ghi nợ FSA có thể tôn trọng mọi giao dịch - nếu bị từ chối hoặc tài liệu không đủ để đáp ứng các quy định, chủ thẻ có thể phải gửi bằng tay theo mẫu.. sau đó nó sẽ gây hại và nhầm lẫn cho chủ thẻ. Tại Hoa Kỳ, không phải tất cả các cửa hàng cung cấp dịch vụ y tế hoặc cung cấp đều có khả năng cung cấp thông tin chính xác để nhà phát hành thẻ ghi nợ FSA có thể tôn trọng mọi giao dịch - nếu bị từ chối hoặc tài liệu không đủ để đáp ứng các quy định, chủ thẻ có thể phải gửi bằng tay theo mẫu..

### Uruguay
Thẻ ghi nợ được chấp nhận ở một số lượng lớn các cửa hàng, cả lớn và nhỏ ở Uruguay; nhưng việc sử dụng của họ cho đến nay vẫn còn thấp so với thẻ tín dụng tại ATM. Kể từ tháng 8 năm 2014, với Luật Bao gồm Tài chính có hiệu lực, người tiêu dùng cuối sẽ được khấu trừ thuế VAT 4% khi sử dụng thẻ ghi nợ khi mua hàng.

### Venezuela
Đã thiếu tiền mặt do cuộc khủng hoảng kinh tế Venezuela và do đó, nhu cầu và việc sử dụng thẻ ghi nợ đã tăng lên rất nhiều trong những năm qua. Một trong những lý do tại sao một tỷ lệ đáng chú ý của các doanh nghiệp đã bị đóng cửa là do thiếu các thiết bị thanh toán. Các thương hiệu được sử dụng nhiều nhất là Maestro và Visa Electron.